# Kings Newton
Kings Newton – wieś w Anglii, w hrabstwie Derbyshire, w dystrykcie South Derbyshire.